# Knight’s Armament Company
Die Knight’s Armament Company, kurz KAC, ist ein US-amerikanischer Waffenhersteller, der neben Waffen auch Zubehör wie Zieloptiken und Schalldämpfer herstellt.

## Geschichte und Technik
Im Jahr 1983 gründete in Vero Beach (Florida) C. Reed Knight die Firma Knight's Armament Company, deren CEO er heute noch ist. Ab dem Jahr 1990 bis zu seinem Tod 1997 arbeitete Eugene Stoner bei KAC. Während dieser Zeit wurde die von ihm entwickelte Waffenfamilie AR-10/AR-15 weiter verbessert. Es gab aber auch Neukonstruktionen wie das SR-25, SR-50 oder Stoner LMG. Alle Waffen, an denen Eugene Stoner mitgewirkt hat, tragen noch heute seinen Namen SR, kurz für Stoner Rifle.
KAC stellt aber nicht nur Waffen, sondern auch Zubehör für diese her. Dazu zählen unter anderem Schalldämpfer, Rail Interface-Systeme für die eigenen, aber auch fremde Waffen (M14, AK-47, MP-5, G36 usw.). Ebenfalls werden auch Nachtsichtgeräte unter dem Namen Universal Night Sight produziert. Einige davon werden von der US-Armee als AN/PVS-22 oder -26 eingesetzt. Wie bei vielen anderen Herstellern werden verschiedene Kleinteile hergestellt, zum Beispiel Halterungen für Zielfernrohre, Trageriemen-Aufnahmen und Magazine. Es wird heute mit 350 Mitarbeitern an zwei Standorten in Florida, nämlich Vero Beach und dem Unternehmenssitz Titusville, und unter zwei verschiedenen Namen Knights Armament Company und Knights Manufacturing Company (MFG) (für zivile Waffen) produziert.
Es werden nicht nur Waffen für die zivile Nutzung, sondern auch Waffen für den militärischen Gebrauch hergestellt. So hat das US-Militär einige Waffen von KAC in Dienst gestellt: Dazu zählt das SR-25 als Mk 11 Mod 0 SRS (1990, US-Marines) beziehungsweise KAC M110 SASS als M110 Semi-Automatic Sniper System (2008, US Army) sowie das KAC SR-47 für das USSOCOM.

## Sonstiges
Seit 2008 lässt KAC für das Apple iPhone und iPod-Touch eine App namens Bullet Flight von der Firma Runaway Technology Inc entwickeln. Bullet Flight ist eine Ballistik Software, die speziell auf von KAC hergestellte Gewehre abgestimmt ist. Es können verschiedene Parameter wie die verwendete Munition, Windgeschwindigkeit, Temperatur und so weiter angegeben und berechnet werden. Für das iPhone, iPod touch gibt es ebenfalls schockabsorbierende Halter, die an einem Gewehr mit Picatinny-Schiene montiert werden können.

## Bekannte Waffen
- KAC SR-15
- KAC SR-16
- KAC SR-25
- KAC SR-47
- KAC SR-50 ca. 1996, Prototyp
- KAC M110 SASS, eine Weiterentwicklung des SR-25
- KAC Masterkey, System zur Aufnahme eines Unterlaufgranatwerfer oder Remington 870 Flinte
- KAC PDW
- KAC Pistol, ca. 1992, Prototyp
- KAC Revolver Rifle, ca. 1992, Prototyp
- Stoner LMG
- KAC Chain SAW, 2009, Prototyp